# Fürstliche Gruftkapelle (Anholt)

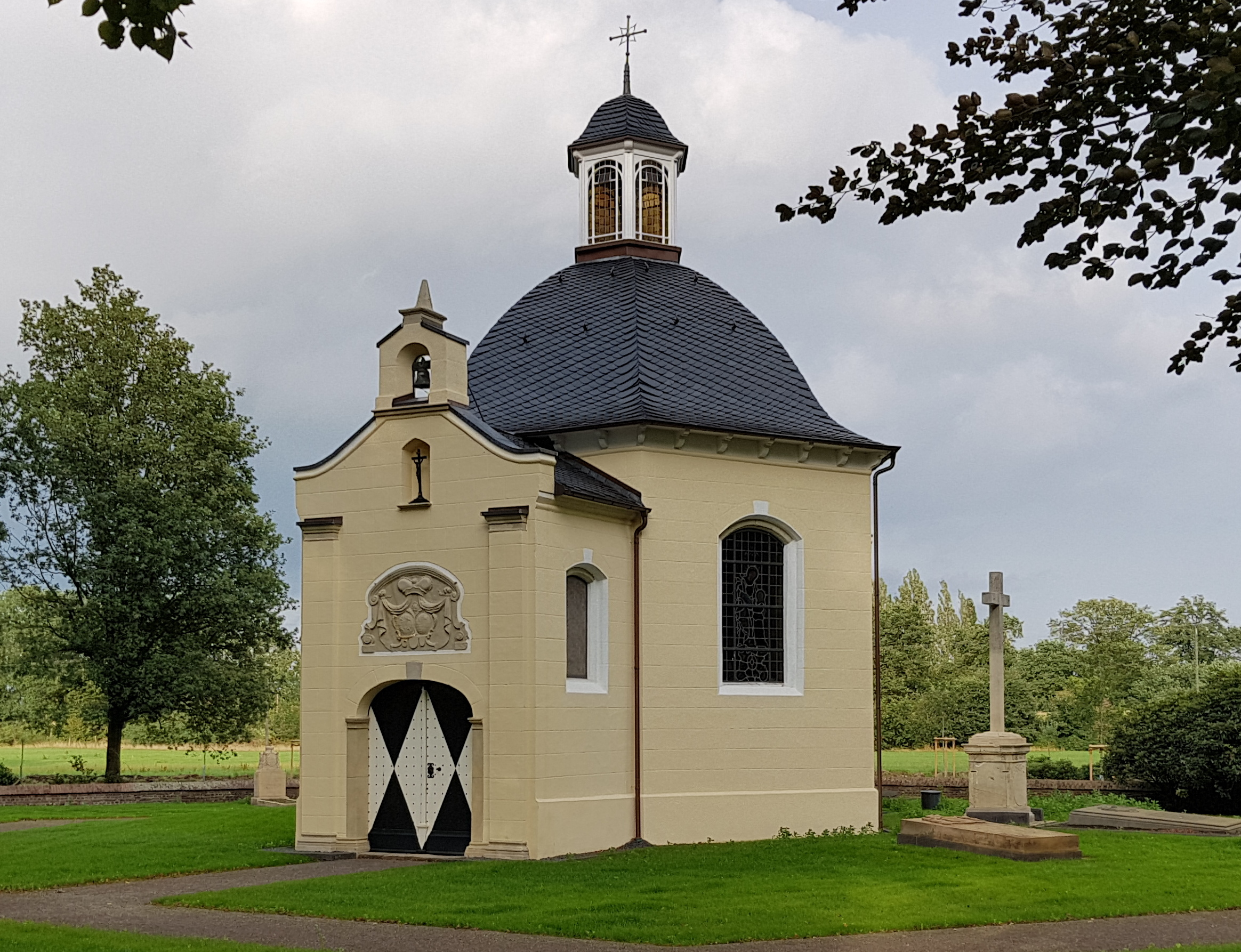
Fürstliche Gruftkapelle in Anholt, 2019

Die Fürstliche Gruftkapelle, ehemals Kapelle zum Heiligen Kreuz und zur schmerzenreichen Mutter (Heilig-Kreuz-Kapelle, Kreuzkapelle), ist eine Fürstengruft in der Bauerschaft Regniet in Isselburg-Anholt. 1672 als Missionsstation für Katholiken aus dem Achterhoek errichtet dient sie seit 1813 dem deutschen Adelsgeschlecht Salm-Salm, einer Linie des reichsfürstlichen Hauses Salm, als Erbbegräbnis, Grablege bzw. Mausoleum. Das Baudenkmal befindet sich im Privatbesitz des Fürstenhauses.

## Lage, Beschreibung und Geschichte
Die Anlage liegt unweit der deutsch-niederländischen Grenze am Kapellendeich in der Anholter Bauerschaft Regniet und bildet dort im Rahmen einer Landschaftsarchitektur den Point de vue einer von Anholt dorthin fluchtenden Allee. Die Mitte der Anlage besteht aus einem sechseckigen Zentralbau mit barock gewölbtem, schiefergedecktem Zwiebeldach, bekrönt von einer Laterne, die die Grundform der Kapelle en miniature wiedergibt. Das Gebäude ist als Ziegelbau mit bleiverglasten Segmentbogenfenstern ausgeführt, in Ritzquaderung verputzt und in einem Cremeton gestrichen. An zwei gegenüberliegenden Seiten des Sechsecks sind Vorbauten als Entrée und als Altarraum angebaut. Der Eingangsvorbau verfügt über einen Glockengiebel mit Figurennische für ein Kruzifix, der Altaranbau über einen schlichten Schmuckgiebel. Der Eingang besteht aus einem von Pilastern flankierten Torbogen mit einer doppelflügeligen Holztür, die in schwarzweißen Rauten, einem heraldischen Symbol der Wild- und Rheingrafen, gestrichen ist. Über dem Torbogen ist als Relief ein barockes Allianzwappen eingelassen.
Im Innern des Gebäudes, dessen Wände von zahlreichen Epitaphen bedeckt sind, liegt ein Zugang zum Keller, in dem sich eine Krypta mit Sarkophagen der fürstlichen Familie befindet. Insgesamt verfügt die Anlage über rund 70 Gräber. Eine historische Besonderheit ist die Grabplatte für Dietrich II. von Bronckhorst-Batenburg (1478–1549), dem Herrn von Anholt, aus dem Jahr 1552, die offenbar hierhin transloziert wurde.

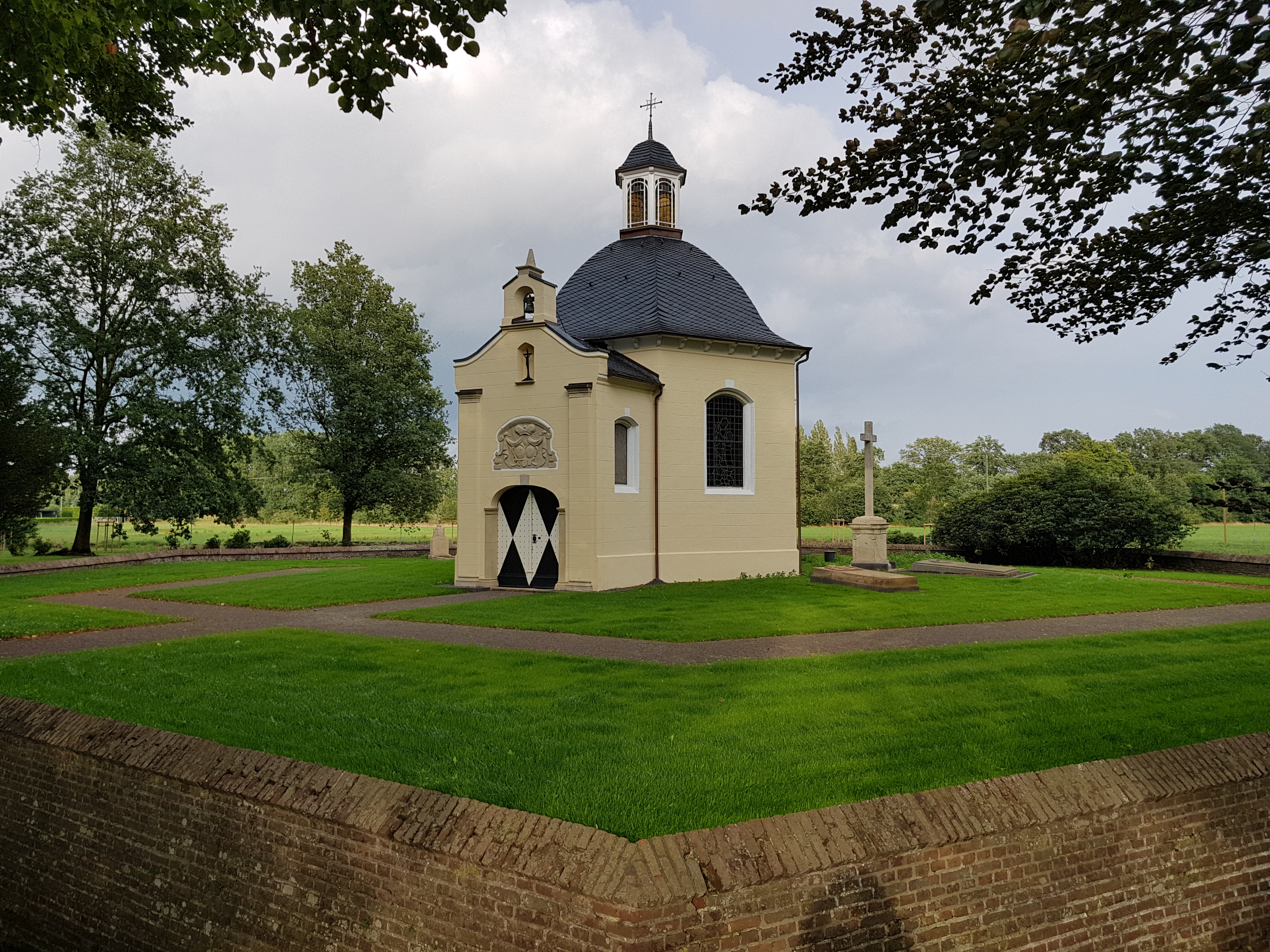
Gesamtanlage

Die Gruftkapelle ist von den Rasenflächen eines Friedhofs umgeben, auf dem Grabsteine liegen und Kruzifixe stehen. Dieser Friedhof, der über einen im Sechseck verlaufenden Weg erschlossen wird, ist von einer niedrigen polygonal geführten Mauer aus Backstein eingefriedet, die ihrerseits von einem Trockengraben umgeben ist. In die Mauer sind zwei Tore aus Schmiedeeisen eingelassen, vor denen kleine Brücken aus Backstein den Trockengraben überspannen. Die Tore rahmen Backsteinpfeiler mit barocken Wappenaufsätzen.
Das Gebäude wurde 1672 als Heiligkreuz-Kapelle für Katholiken aus der benachbarten niederländischen Provinz Gelderland errichtet und spiegelt damit Geist und Konfliktsituation der Zeit der Gegenreformation wider, in der es den Katholiken in der benachbarten Republik der Sieben Vereinigten Provinzen verwehrt war, ihre Religion frei auszuüben und eigene Kirchen zu errichten. Bauherr war Karl Theodor Otto zu Salm (→ Missionsstationen im Hochstift Münster). Wegen großen Andrangs wurde sie 1675 zu einer eigenen Vikarie erhoben. Tägliche Messen las ein eigener Geistlicher.
1804 fasste der damalige Herr zu Anholt, der Reichsfürst Konstantin zu Salm-Salm, den Entschluss, die Kapelle, die durch die Einführung der Religionsfreiheit in der Batavischen Republik als Gotteshaus niederländischer Katholiken entbehrlich geworden war, zur Grablege seines Geschlechts umzubauen. Der Umbau erfolgte ab 1811. 1813 fanden die ersten fürstlichen Beisetzungen statt. In jenem Jahr wurden Särge der Ahnen aus der Anholter Pfarrkirche St. Pankratius hierhin überführt. Die Kapelle und die Außenanlage wurden 2017 und 2018 grundlegend saniert.
Da die Gruft der Kapelle mittlerweile keinen Platz für weitere Bestattungen bietet, ist das Haus Salm-Salm dazu übergegangen, seine Verstorbenen in Gräbern außerhalb der Kapelle beizusetzen. So wurde auch Fürst Carl-Philipp im August 2024 auf dem Außengelände an der Kapelle beigesetzt.

## Bestattungen (Auswahl)
- 1813: Überführung von Särgen aus der Anholter Pfarrkirche St. Pankratius
- 1828: Konstantin zu Salm-Salm
- 1840: Flaminia zu Salm-Salm
- 1846: Florentin zu Salm-Salm
- 1871: Felix zu Salm-Salm
- 1886: Alfred Konstantin zu Salm-Salm
- 1916: Emanuel zu Salm-Salm
- 1923: Alfred zu Salm-Salm
- 1962: Maria Christina von Österreich-Teschen
- 1988: Nikolaus Leopold Heinrich zu Salm-Salm
- 1998: Ida zu Salm-Salm, geborene von Wrede
- 2024: Carl Philipp zu Salm-Salm